# Agno (Zwitserland)
Agno is een gemeente en plaats in het Zwitserse kanton Ticino, en maakt deel uit van het district Lugano. Het is gelegen aan het Meer van Lugano. Agno telt 3776 inwoners.

## Overleden
- Maria Boschetti-Alberti (1879-1951), pedagoge en lerares